# Ерлс-корт (станція метро)
51°29′31″ пн. ш. 0°11′37″ зх. д. / 51.491879° пн. ш. 0.193587° зх. д.
Ерлс-корт (англ. Earl's Court) — станція Лондонського метро, обслуговує лінії Дистрикт та Пікаділлі. Розташована на межі 1-ї та 2-ї тарифних зон, у боро Кенсінгтон і Челсі, Центральний Лондон, для лінії Пікаділлі між станціями Глостер-роуд та Баронс-корт, для Дистрикт — Вест-Бромптон або Кенсінгтон (Олимпія) або Вест-Кенсінгтон та Гай-стріт-Кенсінгтон або Глостер-роуд. Пасажирообіг на 2017 рік — 19.99 млн осіб

## Історія
- 3. липня 1871 — відкриття станції у складі District Railway (сьогоденна лінія Дистрикт)[4]
- 1 лютого 1872 — відкриття трафіку до Еддісон-роуд (сьогоденна Кенсінгтон (Олимпія)) та Outer Circle[en][5][6]
- 1. серпня 1872 — відкриття трафіку Middle Circle[en][7]
- 9. вересня 1874 — відкриття трафіку по відгалуженню на Гаммерсміт[8].
- 1. лютого 1878 — відкриття станції на сьогоденному місці[9].
- 5. травня 1878 — відкриття трафіку Super Outer Circle[en].
- 30. вересня 1880 — закриття трафіку Super Outer Circle[en][10].
- 31. січня 1905 — припинення трафіку Middle Circle[en][11]
- 15. грудня 1906 — відкриття трафіку Great Northern, Piccadilly and Brompton Railway (GNP&BR, сьогоденна лінія Пікаділлі)
- 1. січня 1909 — припинення трафіку лінією Outer Circle[11].
- 2. жовтня 1940 — припинення трафіку до Олімпії[12]
- 19. грудня 1946 — відновлення трафіку до Олімпії[13][14]

## Пересадки
На автобуси оператора London Buses маршрутів 74, 328, 430, C1, C3 та нічних маршрутів N31, N74, N97.

## Послуги
| Попередня станція    | Лінія | Лінія                            | Лінія        | Наступна станція     |
| -------------------- | ----- | -------------------------------- | ------------ | -------------------- |
| Кенсінгтон (Олимпія) |       | Лондонське метро Лінія Дистрикт  |              | Гай-стріт-Кенсінгтон |
| Вест-Бромптон        |       | Лондонське метро Лінія Дистрикт  |              | Гай-стріт-Кенсінгтон |
|                      |       | Лондонське метро Лінія Дистрикт  | Глостер-роуд |                      |
| Вест-Кенсінгтон      |       | Лондонське метро Лінія Дистрикт  |              |                      |
| Баронс-корт          |       | Лондонське метро Лінія Пікаділлі |              |                      |